# 立山町立利田小学校
立山町立利田小学校（たてやまちょうりつ りたしょうがっこう）は富山県中新川郡立山町にある公立小学校。

## 沿革
- 1873年10月22日 - 私立の『隆化広敬小学校』を利田に創立（男性教員3名、男児67人、女児12人）[2][3]。
- 1876年9月 - 経費の行き詰まりのため、大石原の武田次左衛門宅に会った大石原・前沢小学校に移転[2][4]。
- 1877年4月 - 村の有志の寄付金と文部省（現・文部科学省）からの補助金や各村（集落）の学資配当金などを集め、公立の『公敬小学校』を設置。開校時の生徒の数は66名[2]。
- 1884年2月 - 至誠学校と改称[4][3]。当時は木造平屋建てであったが、後に保正右衛門宅の南隣に2階建ての校舎を新築する[2]。
- 1888年1月 - 利田村尋一小学校廃止[4]。
- 1889年4月 - 至誠学校が至誠小学校と改称[4]。
- 1890年4月 - 尋常科を併設[4]。
- 1892年9月 - 至誠小学校が4年制の利田尋常小学校と改称[4][5]。『利田』の校名の由来は所在地の利田村に由来している[2]。
- 1894年10月 - 校舎増築竣工[4]。
- 1901年4月 ‐ 利田村会により1904年度に新校舎を建築することが決議される（その後日露戦争の勃発で新築が延期される）[5]。
- 1905年12月14日 - 校舎全焼。諸帳簿焼失。仮校舎を深見栄三郎宅に設ける[5]。
- 1906年
  - 4月 - 4学級編成の仮校舎が新設される[4]。
  - 5月 - 利田村会が本館50坪、平屋附属45坪、総額3,986円3銭で学校新築を決議[5]。
  - 11月 - 高等科併置が決定[5]。
- 1907年
  - 4月 - 高等科を併置し、利田尋常高等小学校と改称[5]（尋常4クラス、高等2クラスが小学校に併合）[4]。
  - 11月4日 - 校舎の落成式を挙行[5]。
  - 同年中 - 青年訓練所を併設[3]。
- 1915年
  - 5月 - 校歌制定[3]。
  - 8月 - 屋内体操場増築（60坪）[4]（なお、この体操場は1953年の校舎改築時に移転されている[6]）、校章を制定[4]。
- 1926年
  - 4月1日 - 高等科1学級併設[7]。
  - 6月 - 少年消防隊が結成される[7]。
- 1927年
  - 4月 - 農業補習学校併設（青年訓練所廃止）[4]。
  - 11月 - 後本館落成（2階建6教室）[4]。
- 1935年4月 - 利田青年学校併設[4]。
- 1941年4月 - 利田国民学校と改称[4]。
- 1943年 - 大原国民学校（東京都）の生徒42名の疎開を受け入れる[3]。
- 1947年4月 - 利田小学校と改称[4]。高等小学校の児童は新設された雄山中学校へ通学する[8]。
- 1948年2月 - 利田小学校PTAが発足[8]。
- 1950年4月 - 屋内体操場の改築[4]。
- 1952年9月20日[9] - 校舎増改築（第1期工事）着工[4][10]。
- 1953年
  - 3月 - 新校舎で一部授業開始[4]。
  - 9月 - 玄関屋上国旗掲揚塔竣工[4]。
  - 10月23日 - 新校舎（木造2階建てモルタル造、総建坪662坪、工費20,249,620円）の落成式。富山県内の学校で初めてスチーム簡易暖房を導入した他[10]、全校放送設備[3][11]、ボイラー室、浴場等を設ける[10]。
- 1954年1月 - 立山町発足により立山町立利田小学校となる。1月18日には祝賀会が行われる[12]。
- 1959年 - プール竣工[3]（1963年5月から7月にかけて建設という情報もある[13]）。
- 1964年12月 - プールの起工と竣工[13]。
- 1969年9月 - 渋川市立津久田小学校（群馬県）と姉妹校となる[13]。
- 1972年7月 - プール補修工事完成[13]。
- 1984年
  - 7月 - 旧プールの解体が始まる。体育館の起工式[14]。
  - 9月 - 学校改築促進委員会が具体的な校舎改築の構想を進める[6]。
  - 12月 - 体育館の竣工[14]。
- 1985年
  - 6月 - 旧校舎を解体[14]。
  - 7月 - 旧校舎の起工式[14]。
- 1986年
  - 1月19日 - 新校舎落成式[15]、旧校舎を解体[14]。
  - 3月 - 二宮尊徳像の除幕式[14]。
  - 6月 - 屋上放送塔の放送開始（同年7月には朝のラジオ体操が放送開始）[14]。

現在の校舎は鉄筋コンクリート3階建て延床面積2,263m2の建物で、正面中央部にシンボルタワーが設置され、毎朝6時にラジオ体操が校区全域に放送される。前庭には常願寺川の大石が使用されている他、全館がカーペットを用いて素足での学校生活を可能にしている。

## 通学区域
利田、横沢、五郎丸、塚越、浅生、鉾木、曽我、横田、上開発、上鉾木、下鉾木、西芦原

## 進学先
- 立山町立雄山中学校